# Tomocomo

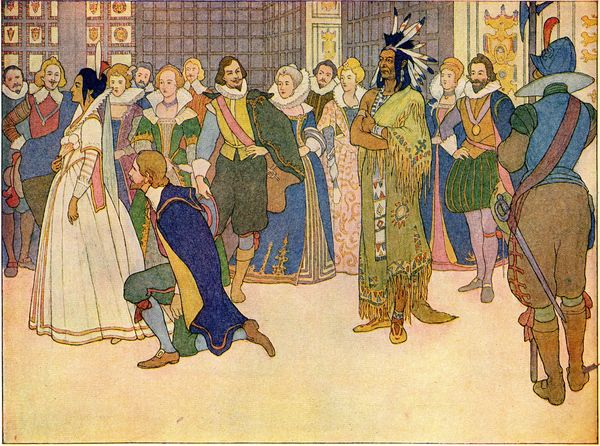
Uttamatomakkin représenté en 1906 dans L'Histoire de Pocahontas et du capitaine John Smith, livre illustré d'Elmer Boyd Smith, où il est présenté à tort comme un chef.

Uttamatomakkin, connu plus simplement sous le nom de Tomocomo, était un chaman powhatan qui a accompagné Pocahontas lors de sa visite à Londres en 1616.

## Biographie
Peu de détails sont connus sur Tomocomo et sa vie avant sa visite à Londres sauf qu'il fut chaman. Il semble avoir également rencontré le capitaine John Smith lorsqu'il était en Virginie car Smith expliqua à Londres, qu'ils avaient « renouvelé leur attachement ». Son épouse, Matachanna, était la demi-sœur de Pocahontas.
Tomocomo doit avoir été un ami de Powhatan, chef de la tribu et père de Pocahontas, car il lui demanda d'accompagner sa fille afin de compter le nombre de personnes en Angleterre. En arrivant à Plymouth, Tomocomo ramassa un bâton sur lequel faire des encoches afin de faire un décompte, mais fut rapidement « lassé de cette tâche ». Le chef Powhatan lui demande également de découvrir si Smith était encore en vie car les colons avaient dit aux autochtones powhatans que Smith était mort, mais cela semblait un mensonge.
Samuel Purchas, un écrivain anglais s'intéressant aux voyages, a rencontré Tomocomo. Purchas, après avoir vu Tomocomo danser, pensait que les Powhatans étaient des fidèles du diable et essaya de persuader Tomocomo de se convertir au christianisme, mais Tomocomo refusa car il était trop vieux pour apprendre de nouvelles choses.
Pocahontas et Tomocomo n'ont jamais été reçus officiellement par Jacques Ier d'Angleterre. Cependant, le 5 janvier 1617, ils ont assisté à la Maison des banquets au Palais de Whitehall, au spectacle The Vision of Delight de Ben Jonson. Mais, d'après Smith, aucun des Indiens ne comprit qui ils avaient rencontré avant qu'on le leur ait par la suite expliqué. Tomocomo fut déçu que le roi n'offrît aucun cadeau, en expliquant à Smith « Vous avez donné un chien blanc au chef Powhatan, qui l'a nourri comme lui-même, mais votre roi ne me donna rien, et je suis mieux que votre chien blanc ».
Quand Tomocomo retourna en Virginie en 1617, il aurait proféré des diatribes « contre l'Angleterre et le peuple anglais » et contre Thomas Dale, gouverneur de Jamestown. Les colons réfutèrent ces allégations devant les Powhatans et Tomocomo fut apparemment déshonoré. Toutefois, le chef Powhatan mourut l'année suivante et son successeur, Opchanacanough, commença la planification d'une attaque massive contre les colons.